# Lissopimpla atra
Lissopimpla atra là một loài tò vò trong họ Ichneumonidae.